# Eastern Canada Amateur Hockey Association
L’Eastern Canada Amateur Hockey Association (ECAHA) est le nom d'une ligue de hockey sur glace du début du XXe siècle. La ligue a d'abord été amateur avant de prendre le statut de professionnel. Elle existe entre 1906 et 1909 avec seulement quatre saisons de jouées. Deux sont remportées par les Wanderers de Montréal alors que les deux autres le sont par le Club de hockey d'Ottawa.

## Historique

### Création
En 1905, cela fait déjà trois ans que James Strachan tente en vain de rejoindre la Canadian Amateur Hockey League. La troisième tentative est la bonne : lors du congrès annuel de la ligue en décembre 1905, il est décidé de fusionner la CAHL avec certaines équipes de la Ligue fédérale amateur de hockey pour former une nouvelle organisation : l'Eastern Canada Amateur Hockey Association. Le premier bureau directeur de l'association est composées des personnes suivantes :
- Howard Wilson, Montréal (président)
- G. P. Murphy, Ottawa (premier vice-président)
- Dr Cameron, Montréal (second vice-président)
- James Strachan, Wanderers (secrétaire et trésorier)

Les équipes constituant l'association sont les suivantes : Club de hockey de Montréal, Shamrocks de Montréal, Victorias de Montréal, Wanderers de Montréal, Club de hockey d'Ottawa, Club de hockey de Québec.

### 1906
| Clt   | Équipe                     | PJ | V | D  | BP | BC | Pts |
| ----- | -------------------------- | -- | - | -- | -- | -- | --- |
| +001, | Club de hockey d'Ottawa    | 10 | 9 | 1  | 90 | 42 | 18  |
| +002, | Wanderers de Montréal      | 10 | 9 | 1  | 74 | 38 | 18  |
| +003, | Victorias de Montréal      | 10 | 6 | 4  | 76 | 73 | 12  |
| +004, | Club de hockey de Québec   | 10 | 3 | 7  | 57 | 70 | 6   |
| +005, | Club de hockey de Montréal | 10 | 3 | 7  | 49 | 63 | 6   |
| +006, | Shamrocks de Montréal      | 10 | 0 | 10 | 30 | 90 | 0   |

Ottawa et les Wanderers étant à égalité une série de deux rencontres a lieu entre les deux formations. Les Wanderers s'imposent 9-1 lors de la première rencontre : quatre buts de Ernie Russell, trois de Frank Glass et deux par Ernest « Moose » Johnson. Le deuxième match débute par un but de Montréal mais très vite Ottawa revient dans le jeu avec un premier but par Frank McGee puis un autre par Harry Smith. McGee inscrit un deuxième but avant la fin de la première mi-temps. De retour au jeu, Ottawa continue sa remontée avec quatre nouveaux buts de Smith et un autre par Rat Westwick. À dix minutes de la fin du match, les deux équipes sont à égalité 10-10 mais 
Lester Patrick inscrit deux buts pour Montréal. Avec un score cumulé de 12 buts à 10, les Wanderers sont sacrés champions de la ligue puis la Coupe Stanley 1906. Ils reçoivent alors le trophée Aréna.

### 1907
Avant les débuts de la saison 1906-1907, James Strachan, propriétaire des Wanderers, fait une nouvelle fois parler de lui en demandant lors de la réunion annuelle de la ligue que les joueurs professionnels soient admis aussi bien que les joueurs amateurs. Seule l'Association des athlètes amateurs de Montréal vote contre et la proposition est retenue à condition que le statut de chaque joueur soit publié dans la presse. Les joueurs de Montréal jouent trois séries de défis contre d'autres équipes en 1906-1907, remportant la première contre l'équipe de New Glasgow en décembre 1906 avant de perdre en janvier contre les Thistles de Kenora. Vexés et désireux de pouvoir prendre leur revanche, les Wanderers finissent la saison régulière sans perdre une seule rencontre en enchaînant les victoires. Les deux rencontres contre Kenora ont lieu en mars sur une patinoire de Winnipeg et les Wanderers s'imposent 12 buts à 8,.
| Clt   | Équipe                     | PJ | V  | D | BP  | BC  | Pts |
| ----- | -------------------------- | -- | -- | - | --- | --- | --- |
| +001, | Wanderers de Montréal      | 10 | 10 | 0 | 105 | 39  | 20  |
| +002, | Club de hockey d'Ottawa    | 10 | 7  | 3 | 76  | 54  | 14  |
| +003, | Victorias de Montréal      | 10 | 6  | 4 | 101 | 70  | 12  |
| +004, | Club de hockey de Montréal | 10 | 3  | 7 | 58  | 83  | 6   |
| +005, | Club de hockey de Québec   | 10 | 2  | 8 | 62  | 88  | 4   |
| +006, | Shamrocks de Montréal      | 10 | 2  | 8 | 52  | 120 | 2   |

### 1907-1908
Au cours de l'été 1907, l'équipe des Wanderers voit le départ de Hod Stuart, lassé de la violence quotidienne du hockey. Il se tue fin juin en plongeant la tête la première dans la Baie de Quinte. Afin de lever des fonds pour la famille que Stuart laisse démunie, l'ECAHA décide d'organiser un match de bienfaisance regroupant les vedettes de la ligue ; il s'agit du premier match de la sorte organisé dans un sport. Environ 3 800 spectateurs assistent au Hod Stuart Memorial Game qui se joue le 2 janvier 1908. Décrite par le Montreal Herald comme unique dans l'histoire du hockey à Montréal voire au Canada tout entier, la rencontre oppose l'ancienne équipe de Stuart, les Wanderers, à une sélection des meilleurs joueurs de l'ECAHA. L'Aréna de Westmount, la salle habituelle des Wanderers, accueille la rencontre gracieusement et tous les gains de la soirée, soit plus 2 100 dollars, sont intégralement reversés à la famille de Stuart. Pour déterminer les joueurs de l'équipe des vedettes, l'ECAHA organise un concours de popularité et deux places sont offertes aux supporteurs trouvant la bonne équipe. Les Wanderers étant habitués à jouer ensemble battent l'équipe d'étoiles sur le score de 10-7 après avoir mené 7-1 en première période. Par la suite, les joueurs des Wanderers continuent à dominer la ligue en remportant huit des dix matchs de la saison 1907-1908
| Clt   | Équipe                     | PJ | V | D | BP | BC  | Pts |
| ----- | -------------------------- | -- | - | - | -- | --- | --- |
| +001, | Wanderers de Montréal      | 10 | 8 | 2 | 63 | 52  | 16  |
| +002, | Club de hockey d'Ottawa    | 10 | 7 | 3 | 86 | 51  | 14  |
| +003, | Club de hockey de Québec   | 10 | 5 | 5 | 81 | 74  | 10  |
| +004, | Shamrocks de Montréal      | 10 | 5 | 5 | 53 | 49  | 10  |
| +005, | Victorias de Montréal      | 10 | 4 | 6 | 73 | 78  | 8   |
| +006, | Club de hockey de Montréal | 10 | 1 | 9 | 53 | 105 | 2   |

### 1908-1909
En 1908, l’Eastern Canada Amateur Hockey Association (ECAHA) devient officiellement l’Eastern Canada Hockey Association (ECHA) avec l'arrêt des deux dernières équipes de joueurs amateurs du circuit : le MAAA et les Victorias. La rivalité entre Ottawa et Montréal est de retour cette saison, les deux équipes étant à égalité jusqu'à la dernière rencontre les opposants. Avec une victoire 8-3, les joueurs d'Ottawa, désormais connus sous le nom de Sénateurs, remportent la Coupe Stanley,.
| Clt   | Équipe                   | PJ | V  | D  | BP  | BC  | Pts |
| ----- | ------------------------ | -- | -- | -- | --- | --- | --- |
| +001, | Club de hockey d'Ottawa  | 12 | 10 | 2  | 117 | 63  | 20  |
| +002, | Wanderers de Montréal    | 12 | 9  | 3  | 82  | 61  | 18  |
| +003, | Club de hockey de Québec | 12 | 3  | 9  | 78  | 106 | 6   |
| +004, | Shamrocks de Montréal    | 12 | 2  | 10 | 56  | 103 | 4   |

### Fin de l'ECHA
Au cours de l'été 1909, les Wanderers sont achetés par Patrick J. Doran qui souhaite que sa nouvelle acquisition joue désormais dans l'Aréna Jubilée, dont il est propriétaire plutôt qu'à l'Aréna de Montréal. Ce déplacement réduit le nombre de places de moitié, passant de 7 000 à 3 250 places ; ainsi, les revenus alloués par match aux équipes visiteuses sont réduits d'autant. Les propriétaires des autres équipes décident alors de dissoudre l'ECHA le 25 novembre 1909 et de former l'Association canadienne de hockey afin d'exclure Doran et son équipe. Dans le même temps, la famille O'Brien de Renfrew souhaite pouvoir jouer un défi pour la Coupe Stanley mais s'est vu refuser par deux fois le droit de tenter leur chance. Jimmy Gardner, représentant de Doran, et John Ambrose O'Brien se rencontrent à Montréal au même moment que l'ACH est créée. Ils décident ensemble de former une ligue concurrente : l'Association nationale de hockey. Après seulement quelques matchs, la nouvelle ACH est dissoute et deux de ses équipes rejoignent l'ANH pour la saison inaugurale, les Shamrocks de Montréal et les Sénateurs.

## Équipes de l'ECAHA
- Club de hockey de Montréal (1906-1908)
- Shamrocks de Montréal (1906-1909)
- Victorias de Montréal (1906-1908)
- Wanderers de Montréal (1906-1909)
- Club de hockey d'Ottawa (1906-1909)
- Club de hockey de Québec (1906-1909)

## Champions de l'ECAHA
- 1906 - Club de hockey d'Ottawa
- 1907 - Wanderers de Montréal
- 1908 - Wanderers de Montréal
- 1909 - Club de hockey d'Ottawa

## Référence
1. ↑  « La Ligue est formée », La Patrie,‎ 12 décembre 1905, p. 2 (lire en ligne)
2. 1 2 3 4 5  Diamond 1998, p. 384.
3. 1 2 3 4 5  Diamond 1998, p. 210.
4. ↑  (en) « Wanderers Won the Cup », Globe and Mail,‎ 19 mars 1906, p. 10
5. ↑  (en) « Montreal Wanderers 1905-06 Mar », sur www.legendsofhockey.net (consulté le 11 juillet 2015)
6. ↑  (en) « Montreal Wanderers 1906-07 Mar », sur www.legendsofhockey.net (consulté le 11 juillet 2015)
7. ↑  « La Coupe Stanley revient à Montréal », La Patrie,‎ 26 mars 1907, p. 2 (lire en ligne)
8. 1 2 3  McKinley 2000, p. 68–69.
9. ↑  McKinley 2006, p. 50.
10. ↑  Podnieks 2000, p. 2.
11. ↑  Diamond 2002, p. 562.
12. ↑  Diamond 1998, p. 562.
13. ↑  Podnieks 2000, p. 2–4.
14. 1 2  Diamond 1998, p. 385.
15. ↑  McKinley 2000, p. 72.
16. ↑  Diamond 1998, p. 32.
17. ↑  McKinley 2000, p. 73.
18. ↑  Diamond 1998, p. 33.